# あしたモテ期にな〜れ! てるてるモテるちゃん
『あしたモテ期にな〜れ! てるてるモテるちゃん』（あしたモテきにな〜れ てるてるモテるちゃん）は、2012年1月7日から同年3月10日まで毎週土曜日の24:50 - 26:25に、読売テレビ（ytv）で放送されていた恋愛トークバラエティ番組。ハイビジョン制作。

## 概要
モテたくてたまらない5upよしもと芸人が真にモテる男を目指して切磋琢磨する番組で、山里亮太とトークバトルを繰り広げる。メインセットでの山里とのトークで評価が低かった芸人は、お仕置きとしてモテるちゃんに鞭で叩かれるが、評価が高かった芸人にはモテるちゃんバッジが贈られ、10個集めると自分の好きなロケに行くことができる。
また、2011年12月まで放送されていたオーディションバラエティ番組『ミリオンの扉』でSEAMOの総合プロデュースによりCDデビューが決定した「5upよしもと ウタノチカラプロジェクト」の合格者6名によるユニット・5uppersのデビューまでの軌跡が随時放送されている。なお同番組では、山里がメインMC（総合プロデューサー）、小林がナレーションをそれぞれ担当していた。
前番組『マヨブラジオ』同様、CMに入る前などに、ライブや舞台、最新映画などの情報を挿入する編成となっている。
2012年3月17日からは『もってる!? モテるくん』にリニューアルされた。

## 出演
MC
小林は「5upよしもと ウタノチカラプロジェクト」でVTRのナレーションも担当。
- 山里亮太（南海キャンディーズ）
- 小林杏奈（当時読売テレビアナウンサー）

マスコットガール・モテるちゃん
てるてる坊主のマスコットキャラクター・モテるちゃんの実写版という設定のため、ピンクの大きなリボンとワンピースを着用し、鞭を所持している。また番組内では一言も話さない代わりに、スケッチブックで筆談を行う（山里曰く「まだ完璧な存在になっていないため」）。
- 愛実

補欠部屋芸人
5upよしもとゼロメンバーを中心に、毎回8～9組が交替で出演。
- ジャルジャル（後藤淳平・福徳秀介）
- モンスターエンジン（西森洋一・大林健二、- 2012年1月28日）
- スマイル（瀬戸洋祐・ウーイェイよしたか）
- 銀シャリ（鰻和弘・橋本直）
- 天竺鼠（川原克己・瀬下豊）
- かまいたち（濱家隆一・山内健司）
- 藤崎マーケット（田崎佑一・トキ、2012年2月4日放送分以降は隔週出演）
- ウーマンラッシュアワー（村本大輔・中川パラダイス）
- スーパーマラドーナ（田中一彦・武智正剛）
- 学天即（四条和也・奥田修二）
- アインシュタイン（河井ゆずる・稲田直樹、2012年1月29日放送分）
- ガリガリガリクソン（2012年1月29日放送分）

## 企画

### プレゼン!モテるちゃん
メインセットに行けた芸人が考案したモテるためのうんちく・アイデアをプレゼンする。オープニングで補欠部屋にいる芸人たちがそれぞれ考案した企画を提示。街行くモテたい男子に企画タイトルと考案した芸人名（2012年2月18日放送分から）を見せ、どれが一番見たいかをアンケートし、上位3組と山里の独断と偏見により選ばれた1組（山里枠）がメインセットに移動できる。ただしメインセットに行けても、企画が放送されない場合がある他、山里・小林の裁量で、途中でもメインセットの芸人と補欠部屋の芸人を入れ替えることもある。また出演時の視聴率が高いこともあり、ジャルジャルは毎回選ばれているが、その反面、天竺鼠・スーパーマラドーナ・学天即は選ばれにくい傾向にある。
第2回までは補欠部屋の芸人たちがメインセット行きを賭けたサバイバルバトルとして放送。番組前半では、芸人たちが1組ずつテーマに基づき「モテる男になるための秘訣」をメインセットで30秒ずつプレゼン。番組後半ではテーマに沿った「モテに関するあるある」をプレゼン。判定は、番組のマスコットガール・モテるちゃんが行い、評価の高かったそれぞれ2組だけがメインセットに行くことができ、残りは補欠部屋にとどまる。

#### ジャルジャルの企画
モテる!恋愛TPOソング
さまざまなシチュエーションにふさわしい恋愛のTPOに合う曲をジャルジャルのおすすめ順にランキング形式で紹介。第1位はなぜかジャルジャル自作の曲がランクインしている。
アニマル恋愛図鑑
「モテる!」を幅広く理解するために、人間界だけでなくさまざまな生き物の恋愛模様を紹介。最後に動物たちの生態を覚えやすいようにジャルジャルが作った歌を歌う。

#### スマイルの企画
有名人のモテTwitter
スマイルが有名人のTwitterを徹底リサーチし、そこで発見したモテるツイートをよしたかがカッコよく紹介。

#### 銀シャリの企画
世界のビックリ恋愛法律
世界に数多く存在する恋愛にまつわる法律の中から、銀シャリがビックリするモノを厳選して橋本が紹介し、鰻が考えたその法律の抜け穴を披露する。
川柳から女心をよもう
女性が女心を綴った川柳から女心を勉強する。女性の川柳に対し、鰻が男心をよんだアンサー川柳を発表する。この企画では二人とも茶人帽を被っている。

#### 天竺鼠の企画
○○にモテたいならこうしよう!
さまざまな職業の女性（コーナータイトルの○○には職業が入る）にどんな行動を取る男性が好きかアンケートを実施し、職業別にピンポイントでモテる秘訣を紹介する。最後に川原が考えたモテる必殺技を紹介。

#### かまいたちの企画
男のモテ飯
一般女性に男性が作ってくれるとグッとくる料理のアンケートを実施し、その結果を元に料理好きな濱家が男でもできる簡単アレンジレシピを調理。山内はこれを知っておけばモテる、テーマ料理に関するうんちくを紹介。この企画では、濱家は黄色のキャップ（2012年3月10日放送分からは名前入りワッペンが付けられた）、山内はコック帽を被っている。2012年3月3日放送分ではアサヒビールからのオファーで出張男のモテ飯を行った。
モテるダンス習得します
番組初のロケ企画。ダンスを踊れるモテる男になるべく、かまいたちがNTTドコモ・Xperia最新モデルのCMに出演したダンサーからダンスを習得する。

#### 藤崎マーケットの企画
仰天!カップルあるある
藤崎マーケットが実在する仰天カップルからリサーチしたそのカップルならではのあるあるを紹介。

#### ウーマンラッシュアワーの企画
水産高校の秘められた恋愛事情
福井県立小浜水産高等学校に在学していた村本が水産高校ならではの恋愛事情を紹介。

#### スーパーマラドーナの企画
絶対に失敗しない!嫁選び
既婚者の武智が世の中の未婚男性に絶対に失敗しない嫁選びを伝授。

#### 学天即の企画
偉人に学ぶモテテクニック
歴史上のモテ偉人の逸話を元に学天即が出題したクイズに答え、歴史とモテテクニックを両方学んでいく。

### 後半の企画
真夜中の抜き打ち検査
山里が芸人の財布を抜き打ちチェック。どの財布が一番モテ財布かを小林が判定し、上位2組がメインセット行きとなる。
最強モテ男 代理戦争
芸人が最強のモテ男だと思う人物の名前をフリップに書き、なぜその人がモテ男なのかを熱く語る。小林に選ばれた芸人にはモテるちゃんバッジが贈られる。
そろえま9モテBINGO
女性に「◯◯といえば?」というアンケートを実施し、芸人が票数の多そうな結果をビンゴカードに記入。アンケート結果を1位から発表し、いち早くビンゴを完成させた芸人にはモテるちゃんバッジが贈られる（個人ではなくコンビ両名に贈られる）。
モテモテ3連単
ある店の商品売上トップ3を1位から3位の順で当てるコーナー。3連単を当てた芸人には、モテるちゃんバッジが贈られる。
激論!2択でモテるちゃん
恋愛に関する究極の2択で討論を行い、番組独自の結論を出す。
モテる!LOVE大喜利
チーム対抗で恋愛をテーマにしたお題で大喜利を行う。1テーマごとに山里が勝敗を決定し、ポイントが多かったチームの勝利となる。勝利チーム全員にモテるちゃんバッジが贈られ、敗北チームは罰ゲームとしてすっぱ～いジュースを飲まなければならない。
リアルにときめきメモリアル
初デートのシミュレーションをしながら、ステキな女の子を口説き落とすにはどうしたらよいのか、モテ男の所作を学ぶ。スタジオに登場する女の子との初デートの設定で究極の選択が出題され、芸人は彼女がどちらの選択を喜ぶかを予想しながら解答。間違えた時点で脱落していき、最終的に残った一人にはモテるちゃんバッジと女の子からキスのご褒美が与えられる。
モテる男を演じろ!即興ポーカーフェイス選手権
芸人が山里の読み上げるショートストーリーの主人公になりきり、読み上げたとおりの行動をして、出てくる試練をポーカーフェイスで着実に遂行する。2チームに分かれ、1対戦ごとに一人ずつ代表者を選出し、順番にストーリーを遂行していく。全3対戦を行い、勝利チーム全員にモテるちゃんバッジが贈られる。
心理テストサバイバル
隠れた深層心理を知って、リアル恋愛に役立てるべく、恋愛に関する心理テストを出題。テストごとに設定されている一番悪い項目を選んだ人が残る負け残り方式で、最後まで残った恋愛下手な人は罰ゲームとしてモテるちゃんに鞭で叩かれ、さらにモテるちゃんバッジが没収となる。

### その他の企画
ハマってるてる！モテるちゃん
男性がモテるために最新女子のハマっているものを街頭調査するコーナー。
丸はだか!モテるちゃん
VTRに登場する街行くモテ女子たちの本音をきっかけに男子がどうすればモテるのかを本気で考えるコーナー。コーナー開始当初は芸人たちがモテるために必要なモテ眼力を駆使し、女子たちの素性を見抜けるかをチェックし、途中でクイズが出題されていた。2012年3月10日放送分では学天即がスタッフにロケを志願し、美女100人へのインタビューを敢行した。
データでモテるちゃん
番組中盤で補欠部屋にいる芸人たちに街行く女性から聞きだした恋愛に関する本音データで近似値クイズを出題。正解に近い数字を答えた順から3～4組がメインセットに行くことができる（補欠部屋には1組が残る形となる）。
5upよしもと モテるちゃん講座
メインセットに行けた芸人が「これぞ!というモテる極意」を披露するコーナー。2012年2月以降は「プレゼン!モテるちゃん」として放送。
エンディング
補欠部屋に残っている芸人がモテるちゃんから出されたお題で番組を締めくくり、その後山里と反省会を行う。2012年1月のみ、モテるちゃんが総括を発表（おもに補欠部屋にいる芸人へのダメ出し）し、補欠部屋の未公開映像が放送されていた。

## 放送リスト
| 回 | 放送日  | メインセット行き芸人 | 内容 |
| -- | ------- | --- | --- |
| 1  | 1月7日  | かまいたち（前半） モンスターエンジン（前半） ジャルジャル（後半） 学天即（後半）                                                                                                   | メインセット争奪!モテたいくんは誰だ〜!? ハマってるてる!?モテるちゃん 真夜中の抜き打ち検査 5upよしもと ウタノチカラプロジェクト |
| 2  | 1月14日 | 藤崎マーケット（前半） ジャルジャル（前半） ウーマンラッシュアワー（後半途中まで） スーパーマラドーナ（後半途中まで） かまいたち（後半途中から） モンスターエンジン（後半途中から） | メインセット争奪!モテたいくんは誰だ〜!? ハマってるてる!?モテるちゃん 最強モテ男 代理戦争 |
| 3  | 1月21日 | スマイル（前半） 銀シャリ（前半） ジャルジャル（後半） かまいたち（後半） | プレゼン!モテるちゃん（前半：モテまくる部活、後半：モテる老人男性あるある） 丸はだか!モテるちゃん（私って○○似） 5upよしもと モテるちゃん講座（前半：今ならモテる!俺のカッコイイ瞬間〔銀シャリ〕、後半：恋愛100点〔かまいたち〕） そろえま9モテBINGO（セクシーだと思う男性芸能人と言えば?） 5upよしもと ウタノチカラプロジェクト |
| 4  | 1月28日 | ウーマンラッシュアワー（前半） アインシュタイン（前半） モンスターエンジン（後半） 藤崎マーケット（後半）                                                                           | プレゼン!モテるちゃん（前半：モテまくるデートスポット、後半：奈良県モテるあるある） 丸はだか!モテるちゃん（フェチ） 5upよしもと モテるちゃん講座（前半：母親を大事にする男はモテる!!〔ウーマンラッシュアワー〕・稲田流 女性の落とし方〔アインシュタイン〕、後半：モテる男 モテない男〔藤崎マーケット〕） モテモテ3連単（東急ハンズ心斎橋店の変装グッズ売り上げトップ3） 5upよしもと ウタノチカラプロジェクト                                                                              |
| 5  | 2月4日  | スマイル（第1位） ジャルジャル（第2位） 銀シャリ（第3位） 藤崎マーケット（山里枠） かまいたち ウーマンラッシュアワー スーパーマラドーナ 学天即                                      | 有名人のモテTwitter 世界のビックリ恋愛法律 丸はだか!モテるちゃん（今までコンパで出会ったサイテーな男は?） モテる!恋愛TOPソング（グッとくるウィンターソング） 仰天!カップルあるある（美容師同士、TVカメラマン同士、棋士同士） データでモテるちゃん（男性を逆ナンパしたことがある女性は何%?） 激論!2択でモテるちゃん（彼女にするなら年上?年下?） 5upよしもと ウタノチカラプロジェクト エンディング（まったく面白くない変顔、天竺鼠）                                                        |
| 6  | 2月11日 | 銀シャリ（第1位） ウーマンラッシュアワー（第2位） かまいたち（第3位） ジャルジャル（山里枠） スマイル 天竺鼠 スーパーマラドーナ                                                     | 水産高校の秘められた恋愛事情 丸はだか!モテるちゃん（男性にもらってイヤだったプレゼント） 男のモテ飯（パスタ） モテる!恋愛TOPソング（これを聞いたらチョコをあげたくなるソング） データでモテるちゃん（王様ゲームでキスしたことある女性は何%?） モテる!LOVE大喜利（向井理とほぼ同じなのにまったくモテない男なぜ?、モテまくっているオスのオランウータン その特徴は?） 5upよしもと ウタノチカラプロジェクト エンディング（エアチャーハン1人前、学天即）                                       |
| 7  | 2月18日 | 藤崎マーケット（第1位） スマイル（第2位） ジャルジャル（第3位） スーパーマラドーナ（山里枠） かまいたち ウーマンラッシュアワー 天竺鼠 学天即                                        | アニマル恋愛図鑑（浮気をしない一途な動物たち） モテるダンス習得します 丸はだか!モテるちゃん（彼氏との別れを決意した瞬間は?） 絶対に失敗しない嫁選び 仰天!カップルあるある（男性ディレクターと女性AD、男性編集マンと女性AD、男性ディレクターと女性カメラマン） データでモテるちゃん（ノーブラでコンビニに行った事がある女性は100人中何人?） リアルにときめきメモリアル（女子大生との初デート） 5upよしもと ウタノチカラプロジェクト エンディング（めちゃカッコイイ決め顔をして、銀シャリ） |
| 8  | 2月25日 | スマイル（第1位） 天竺鼠（第2位） ジャルジャル（第3位） 学天即（山里枠） かまいたち 銀シャリ ウーマンラッシュアワー                                                                 | 有名人のモテTwitter ナースにモテたいならこうしよう 丸はだか!モテるちゃん（男性に言われてドン引きした口説き文句は?） 偉人に学ぶモテテクニック（トーマス・エジソン、伊藤博文） アニマル恋愛図鑑 絶対に失敗しない嫁選び データでモテるちゃん（お酒に酔うとキスがしたくなっちゃう女性は100人中何人?） モテる男を演じろ!即興ポーカーフェイス選手権（ミステリー作家の午後、友好条約、旅立ちの朝） 5upよしもと ウタノチカラプロジェクト エンディング（絶対爆笑一発芸、スーパーマラドーナ）       |
| 9  | 3月3日  | 銀シャリ（第1位） ジャルジャル（第2位） ウーマンラッシュアワー（第3位） 藤崎マーケット（山里枠） スマイル 天竺鼠 スーパーマラドーナ 学天即                                          | 川柳から女心をよもう アニマル恋愛図鑑 仰天!カップルあるある（歯科医と歯科助手、マジシャンと女性アシスタント、ダイコクドラッグのアルバイト同士） 水産高校の秘められた恋愛事情 出張 男のモテ飯（アサヒドライゼロと合う料理） データでモテるちゃん（好きじゃない男性にもハートの絵文字を使う女性は100人中何人?） リアルにときめきメモリアル（メイドカフェ店員とのデート） 5upよしもと ウタノチカラプロジェクト エンディング（おまんじゅうが言ったらとても面白い一言、かまいたち）            |
| 10 | 3月10日 | スマイル ジャルジャル かまいたち 天竺鼠 銀シャリ ウーマンラッシュアワー スーパーマラドーナ                                                                                          | 有名人のモテTwitter アニマル恋愛図鑑 丸はだか!モテるちゃん（こんな男とは絶対付き合わない!） 男のモテ飯（和風明太オムライス） 美容師にモテたいならこうしよう データでモテるちゃん 心理テストサバイバル（玄関の扉が半開きになっています。さて、それはどういう状態?、モルモットを飼うために最初に買おうと手にしたものは何?、深海で楽しく遊んでいる自分を想像してみてください。どんな事を楽しんでいる?） 5upよしもと ウタノチカラプロジェクト エンディング（ハイテンションものまね、学天即）  |

## スタッフ
- ディレクター：鷲見演博、石田耕平
- 構成：渡邊仁、森、服部裕也
- カメラ：津田欣典
- 編集：渋谷良人
- EED：西村聡
- 音効：中谷奈穂子
- MA：堀内孝太郎
- 美術：野沢桃子
- 美術進行：能登谷奈津
- 協力：ワイズビジョン、MABU、ytv Nextry、グリーン・アート、高津商会、丸善、東京衣裳、新光企画、エイデック
- プロデューサー：片岡克也、佐藤恭仁子、西脇和之、谷口良信、田尻麻衣
- チーフプロデューサー：松尾修治
- 制作協力：吉本興業
- 制作著作：ytv

## 使用楽曲
- オープニング：Chappie「Happyending Soulwriter's Council Band」（ソニー・ミュージックアソシエイテッドレコーズ）
- ジングル：堀江美都子、ザ・モンジュ「アクビ娘の歌」（コロムビア・レコード）のイントロ部分
- エンディング
  - シンガーズ・スリー「魔法使いチャッピー」（コロムビア・レコード）（2012年1月8日 - 1月27日）
  - 5uppers「それぞれのストーリー」（よしもとアール・アンド・シー、2012年2月18日 - 3月10日）